# Albert Cabestany i Gálvez
Albert Cabestany i Gálvez   (Tarragona, 26 de juny de 1980), conegut familiarment com a Cabes, és un antic pilot de trial català que va guanyar nombrosos campionats de trial indoor. En va ser campió del món el 2002, campió d'Espanya els anys 2002, 2003, 2006 i 2008 i campió d'Alemanya el 2013. A banda, va guanyar un campionat d'Espanya outdoor (2002) i, formant part de la selecció estatal, 15 edicions del Trial de les Nacions i 9 del Trial de les Nacions Indoor.
Durant bona part de la seva carrera, Cabestany formà part de l'equip oficial de Sherco, essent el seu "motxiller" l'antic campió estatal Lluís Gallach.

## Carrera esportiva
Albert Cabestany va néixer a l'Hospital de Sant Pau i Santa Tecla de Tarragona. De ben petit se sentí atret per les dues rodes, i amb cinc anys començà a competir en bicicleta en proves de trialsín (esport avui anomenat biketrial), proclamant-se'n subcampió del món en categoria "Poussin" l'any 1990.
Cabestany heretà la passió pel trial del seu pare (qui li ha fet molts anys de motxiller), gran afeccionat a aquest esport i competidor amateur de jove. A dotze anys, Albert deixà el bicitrial i passà al trial en motocicleta. La temporada de 1997 debutà en el Campionat del Món de trial -concretament, el 5 d'abril al Trial de Sant Llorenç- i la seva progressió en pocs anys fou constant. La temporada del 2001 fou dura per a ell, ja que hagué de passar per la sala d'operacions per a treure's la placa que li havien posat arran d'una lesió que patí el 2000.

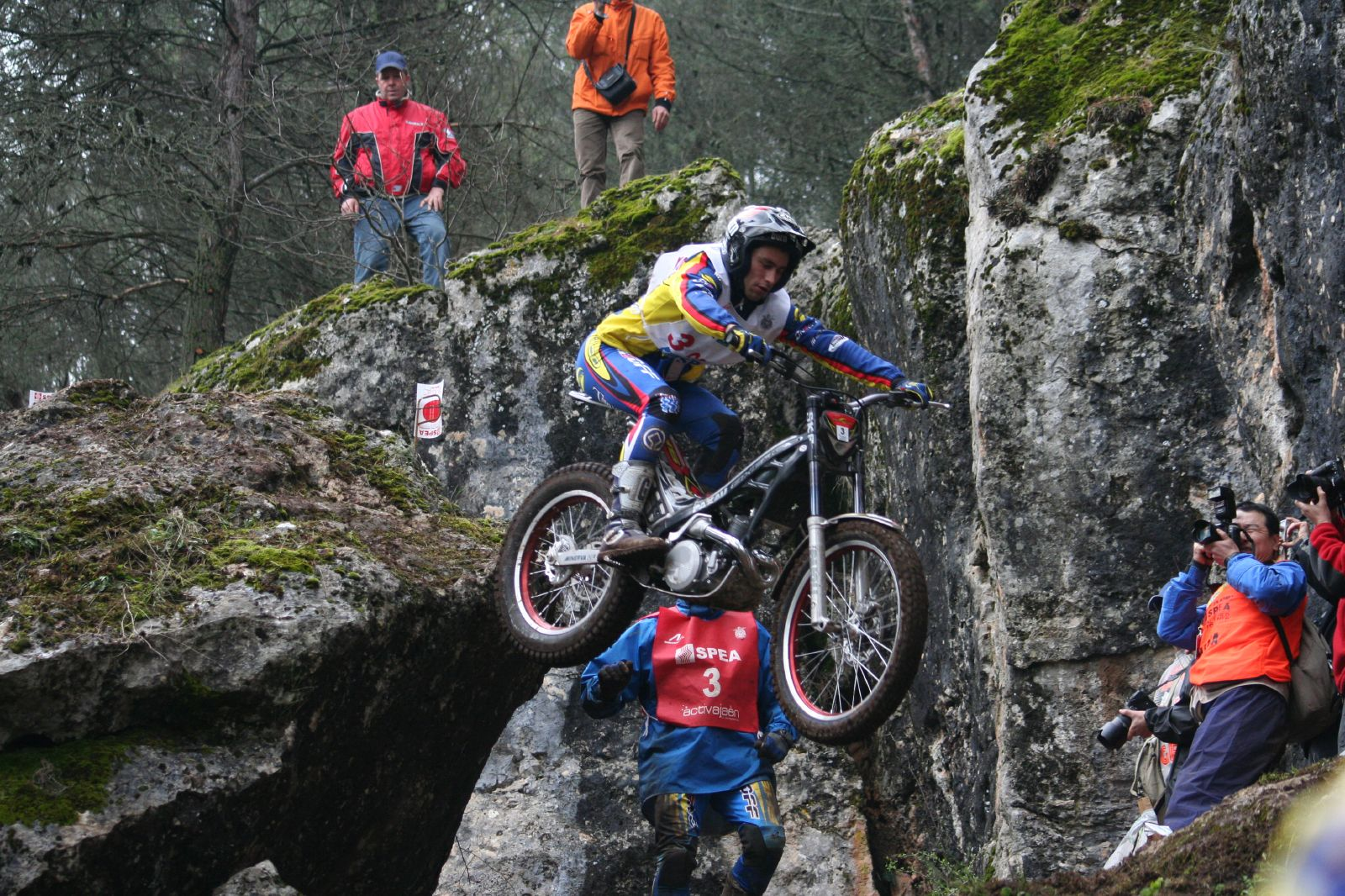
Cabestany amb la Sherco el

Tot just un any després, el 2002, conquerí el seu títol de Campió del Món Indoor amb una victòria esclatant en la darrera prova. Era el segon any que participava en aquest campionat, i s'hi havia inscrit com a suplent (De fet, va saber que el podria disputar complet poc de temps abans del seu començament, a causa d'una lesió de Graham Jarvis). «Arribar a ser campió del món és allò que somia qualsevol pilot, i acabar amb la ratxa de Lampkin és la cosa que personalment més em satisfà», declarà en guanyar el campionat.

### Retirada
A finals de la temporada del 2018, Albert Cabestany va anunciar la seva retirada definitiva de les competicions del màxim nivell. Tot i així, seguí vinculat al món del trial, aquest cop centrat en el nou campionat que havia creat feia poc la FIM per a les motos elèctriques, la Copa del món de Trial-E. Cabestany en va guanyar el títol les temporades del 2019 i el 2020 amb la Gas Gas.

## Palmarès en trial
| Any          | Motocicleta  | C. del Món outdoor | C. del Món indoor | TDN outdoor | TDN indoor | C. d'Esp. outdoor | C. d'Esp. indoor | Títols |  |
| ------------ | ------------ | ------------------ | ----------------- | ----------- | ---------- | ----------------- | ---------------- | ------ |  |
| 1996         | Beta         | -                  | -                 | -           | -          | 12è               | -                | -      |  |
| 1997         | Beta         | 21è                | -                 | -           | -          | 8è                | -                | -      |  |
| 1998         | Beta         | 14è                | -                 | -           | -          | 4t                | -                | -      |  |
| 1999         | Gas Gas      | 8è                 | -                 | -           | -          | 4t                | -                | -      |  |
| 2000         | Beta         | 7è                 | -                 | 1r          | -          | 6è                | -                | 1      |  |
| 2001         | Beta         | 6è                 | 4t                | 1r          | -          | 6è                | 4t               | 1      |  |
| 2002         | Beta         | 3r                 | 1r                | 2n          | 1r         | 1r                | 1r               | 4      |  |
| 2003         | Beta         | 7è                 | 3r                | 2n          | 1r         | 6è                | 1r               | 2      |  |
| 2004         | Beta         | 4t                 | 4t                | 1r          | 1r         | 2n                | 2n               | 2      |  |
| 2005         | Sherco       | 4t                 | 2n                | 1r          | 1r         | 2n                | 3r               | 2      |  |
| 2006         | Sherco       | 3r                 | 2n                | 1r          | 1r         | 4t                | 1r               | 3      |  |
| 2007         | Sherco       | 4t                 | 3r                | 1r          | 1r         | 3r                | 3r               | 2      |  |
| 2008         | Sherco       | 5è                 | 3r                | 1r          | 1r         | 3r                | 1r               | 3      |  |
| 2009         | Sherco       | 5è                 | 2n                | 1r          | -          | 3r                | 2n               | 1      |  |
| 2010         | Sherco       | 5è                 | 2n                | 1r          | -          | 4t                | 2n               | 1      |  |
| 2011         | Sherco       | 4t                 | 2n                | 1r          | -          | 2n                | 2n               | 1      |  |
| 2012         | Sherco       | 4t                 | 2n                | 1r          | 1r         | 3r                | 2n               | 2      |  |
| 2013         | Sherco       | 4t                 | 3r                | 1r          | -          | 3r                | 2n               | 2      |  |
| 2014         | Sherco       | 3r                 | 2n                | 1r          | -          | 3r                | -                | 1      |  |
| 2015         | Sherco       | 4t                 | 3r                | 1r          | 1r         | 4t                | -                | 2      |  |
| 2016         | Sherco       | 4t                 | 3r                | 1r          | -          | 3r                | -                | 1      |  |
| 2017         | Sherco       | 7è                 | 4t                | -           | -          | 5è                | -                | -      |  |
| 2018         | Beta         | 5è                 | -                 | -           | -          | 5è                | -                | -      |  |
|              |              | TrialE             | X-Trial           | TDN         | X-TDN      | CET               | CETI             |        |  |
| 2019         | Gas Gas      | 1r                 | -                 | -           | -          | -                 | -                | 1      |  |
| 2020         | Gas Gas      | 1r                 | -                 | -           | -          | -                 | -                | 1      |  |
| Total títols | Total títols | 2                  | 1                 | 15          | 9          | 1                 | 4                | 32     |  |
|              |              | 3 mundials         | 3 mundials        | 24 tdn      | 24 tdn     | 5 estatals        | 5 estatals       |        |  |

Notes
1. 1 2  La classificació consignada a TDN fa referència a la posició final obtinguda per l'equip estatal
2. ↑  Al total de títols s'hi compten tots els campionats estatals o internacionals guanyats, incloent-hi el TDN
3. ↑  El 2013 guanyà el Campionat d'Alemanya de trial indoor

## Resultats al Mundial de trial
Font:
A 1 de gener de 2018
| Any  | Equip   | 1      | 2      | 3      | 4      | 5      | 6      | 7     | 8     | 9      | 10    | 11     | 12     | 13     | 14    | 15     | 16    | 17     | 18     | 19    | 20    | Punts | Posició |
| ---- | ------- | ------ | ------ | ------ | ------ | ------ | ------ | ----- | ----- | ------ | ----- | ------ | ------ | ------ | ----- | ------ | ----- | ------ | ------ | ----- | ----- | ----- | ------- |
| 1997 | Beta    | SPA 14 | SPA -  | LUX -  | LUX -  | BEL -  | BEL -  | RSM - | RSM - | ITA -  | ITA - | FRA -  | FRA -  | AND -  | AND - | USA -  | USA - | CZE -  | CZE -  | GER - | GER - | 2     | 21è     |
| 1998 | Beta    | SPA 12 | SPA 15 | GBR 15 | GBR 13 | RSM 15 | RSM 12 | CZE 9 | CZE - | GER -  | GER - | FRA 13 | FRA 13 | AND 14 | AND 6 | FIN 13 | FIN - | NOR 8  | NOR -  |       |       | 50    | 14è     |
| 1999 | Gas-Gas | SPA 9  | SPA 8  | POR 8  | POR 4  | BEL 10 | BEL 15 | GBR 9 | GBR 6 | GER 2  | GER 2 | FRA 6  | FRA 14 | USA 7  | USA 9 | USA 9  | USA 7 | SUI 14 | SUI 13 | ITA 6 | ITA 3 | 168   | 8è      |
| 2000 | Beta    | SPA 9  | SPA 7  | POR 4  | POR 8  | BEL 10 | BEL 7  | GBR 6 | GBR 7 | CZE -  | CZE - | GER 8  | GER 10 | JAP 8  | JAP - | FRA 13 | FRA 4 | ITA 1  | ITA 2  | AND 9 | AND 5 | 164   | 6è      |
| 2001 | Beta    | SPA 4  | SPA 8  | POR 7  | POR 7  | BEL 8  | BEL 6  | JAP 8 | JAP 7 | USA 5  | USA 4 | ITA 10 | ITA 5  | FRA 11 | FRA 8 | AND 14 | AND 7 | CZE 3  | CZE 3  |       |       | 169   | 7è      |
| 2002 | Beta    | SPA 3  | SPA 3  | GBR 3  | GBR 4  | USA 4  | USA 5  | AND 1 | AND 5 | FRA 1  | FRA 2 | ITA 5  | ITA 3  | FRA 6  | FRA 4 | JAP 11 | JAP 7 |        |        |       |       | 213   | 3r      |
| 2003 | Beta    | IRL 7  | IRL 3  | LUX -  | LUX -  | GER 6  | GER 9  | JAP - | JAP - | AND 9  | AND 8 | SPA 6  | SPA 1  | ITA 5  | ITA 3 | FRA 4  | FRA 4 | EUR 4  | EUR 5  |       |       | 162   | 7è      |
| 2004 | Beta    | IRL 3  | IRL 2  | POR 4  | POR 4  | JAP 8  | JAP 8  | USA 5 | USA 4 | FRA 4  | FRA 4 | AND 3  | ITA 5  | ITA 6  | SPA 5 | SUI 5  | SUI 5 |        |        |       |       | 195   | 4t      |
| 2005 | Sherco  | POR 3  | SPA 2  | JAP 3  | JAP 1  | USA 6  | USA 2  | AND 3 | FRA 3 | FRA 2  | ITA 3 | ITA 9  | GBR 3  | GER 5  | GER 6 | BEL 5  |       |        |        |       |       | 210   | 4t      |
| 2006 | Sherco  | SPA 4  | POR 6  | USA 5  | USA 4  | JAP 3  | JAP 1  | FRA 5 | FRA 2 | POL 3  | GBR 3 | AND 1  | BEL 2  |        |       |        |       |        |        |       |       | 177   | 3r      |
| 2007 | Sherco  | SPA 5  | GUA 5  | GUA 7  | FRA 5  | JAP 4  | JAP 4  | ITA 5 | POL 3 | CZE 3  | GBR 4 | AND 4  |        |        |       |        |       |        |        |       |       | 135   | 4t      |
| 2008 | Sherco  | IRL 5  | IRL 4  | USA 3  | USA 7  | JAP 7  | JAP 7  | FRA 6 | ITA 4 | CZE 4  | SWE 7 | POR 5  | SPA 5  |        |       |        |       |        |        |       |       | 133   | 5è      |
| 2009 | Sherco  | IRL 4  | IRL 3  | POR 3  | GBR 5  | GBR 3  | JAP 7  | JAP 8 | ITA 5 | AND 7  | SPA 5 | FRA 5  |        |        |       |        |       |        |        |       |       | 128   | 5è      |
| 2010 | Sherco  | SPA 5  | POR 2  | POR 2  | JAP 7  | JAP 5  | JAP 7  | GBR 6 | GBR 2 | FRA 4  | RSM 3 | ITA 7  | CZE 4  |        |       |        |       |        |        |       |       | 142   | 5è      |
| 2011 | Sherco  | GER 2  | FRA 4  | FRA 2  | SPA 3  | AND 4  | ITA 5  | GBR 4 | JAP - | JAP -  | FRA 3 | FRA 3  |        |        |       |        |       |        |        |       |       | 129   | 4t      |
| 2012 | Sherco  | FRA 3  | FRA 3  | AUS 3  | AUS 5  | JAP 3  | JAP 2  | SPA 2 | SPA 7 | AND 5  | AND 1 | ITA 3  | GBR 6  | GBR 5  |       |        |       |        |        |       |       | 181   | 4t      |
| 2013 | Sherco  | JAP 3  | JAP 6  | USA 4  | USA 5  | AND 3  | AND 3  | SPA 3 | ITA 5 | CZE 3  | GBR 5 | GBR 5  | FRA 5  | FRA 2  |       |        |       |        |        |       |       | 170   | 4t      |
| 2014 | Sherco  | AUS 6  | AUS 4  | JAP 4  | JAP 3  | EUR -  | EUR 3  | ITA 3 | BEL 3 | GBR 3  | GBR 7 | FRA 4  | SPA 2  | SPA 4  |       |        |       |        |        |       |       | 163   | 3r      |
| 2015 | Sherco  | JAP 5  | JAP 5  | CZE 3  | CZE 6  | SWE 5  | SWE 3  | GBR 3 | GBR 4 | FRA 4  | FRA 5 | AND 4  | AND 3  | USA 4  | USA 4 | POR 5  | POR 3 | SPA 3  | SPA 4  |       |       | 233   | 4t      |
| 2016 | Sherco  | SPA 1  | SPA 7  | JAP 5  | JAP 4  | GER 3  | GER 11 | AND 5 | AND 5 | FRA 10 | FRA 5 | BEL 3  | GBR 4  | GBR 3  | ITA 4 | ITA 4  |       |        |        |       |       | 181   | 4t      |
| 2017 | Sherco  | SPA 3  | JAP 8  | JAP 3  | AND 7  | FRA 6  | GBR 8  | USA 6 | USA 6 | CZE 6  | ITA 9 |        |        |        |       |        |       |        |        |       |       | 102   | 7è      |